# Kłoczew
Kłoczew – wieś w Polsce położona w województwie lubelskim, w powiecie ryckim, w gminie Kłoczew. Przez miejscowość przepływa Okrzejka, dopływ Wisły.
| SIMC    | Nazwa           | Rodzaj    |
| ------- | --------------- | --------- |
| 0674253 | Kłoczew-Kolonia | część wsi |
| 0674454 | Kusiak          | część wsi |
| 0674448 | Własność        | część wsi |

W latach 1954–1972 wieś należała i była siedzibą władz gromady Kłoczew. W latach 1975–1998 miejscowość administracyjnie należała do województwa siedleckiego.
Miejscowość jest siedzibą gminy Kłoczew oraz rzymskokatolickiej parafii św. Jana Chrzciciela. We wsi znajduje się kościół św. Jana Chrzciciela, 
Wieś jest sołectwem w gminie Kłoczew. Według Narodowego Spisu Powszechnego z roku 2011 wieś liczyła 1174 mieszkańców.

## Historia
Kłoczew lub Kłoczów, wieś i folwark w powiecie ryckim, gminie i parafii Kłoczew. Kłoczew leży nad rzeką Okrzejką, Położony historycznie w dawnej ziemi stężyckiej, województwie sandomierskim.
W roku 1664 wieś Kłoczew miała 197 mieszkańców. W okresie między 1563 do 1570 dziedzicami byli Brzescy i Kłoczowsoy, w roku 1664 Falkowski, zaś w roku 1675 Parys. Do dóbr tych w 1675 r. należały wsi: Slim, Kłoczew, Przesmyk, Przykwa, Czernice, Kawęczyn, Padacz.
Parafia Kłoczew r. 1661 składała się z tych samych wsi wymienionych wyżej wsi i miała 94 domów.

### Charakterystyka majątku Kłoczew w XIX wieku
W wieku XIX majątek był własnością Jana Marcinkowskiego, następnie przeszedł do Henryka Kiwerskiego i Szydłowskiego Edwarda, w roku 1883 jest własnością Kamili i Henryka Porazińskich, którzy nabyli go 12 października 1882 r. za 100 tys. rubli srebrnych. Ziemi folwarcznej w dobrach włók 50, włościańskiej włók 34, domów 37, mieszkańców 393. Położona na równinie, grunt II klasy pszenny i I. żytni, łąki dobre, gospodarstwo płodozmienne, serwituty zamienione, ogród starannie prowadzony, budynki w dobrym stanie, młyn wodny.
Według Towarzystwa Kredytowego Ziemskiego dobra Kłoczew składają się z folwarków: Kłoczew i Czernice; wsi: Kłoczew, Kawęczyn, Padacz i Czernice; rozległe mórg 3467; folwark Kłoczew grunta orne i ogrody mórg 1104, łąk mórg 235, pastwisk mórg 6, wody mórg 10, lasu mórg 72, nieużytki i place mórg 52, razem mórg 1479, budynków murowanych 5, z drzewa, 32, folwark Czernice grunta orne i ogrody mórg 414, łąk mórg 27, pastw. mórg 14, lasu mórg 1498, nieużytki i place mórg 35, razem mórg 1988, bud. drew. 10. Wieś Kłoczew osad 41, z gruntem mórg 713; wieś Kawęczyn osad 24, z gruntem mórg 547, wieś Padarz osad 7, z gruntem mórg 191, wieś Czernic osad 88, z gruntem mórg 424. (Nota T. Łunimskiego w SgKP tom IV, str 179).

### Kościół i parafia
Parafia Kłoczew posiadała w końcu XIX wieku 1338 ludności, obejmując wsie: Kłoczew, Kawęczyn, Przykwa, Czernice, Janopol i Padacz. Pierwszy kościół, jako filią świątyni żelechowskiej, wystawił Marcin z Kłoczewa. W r. 1575 biskup krakowski Franciszek Krasiński oddzielne probostwo [parafię] we wsi ustanowił.
Kościół murowany z roku 1737 wystawiono staraniem proboszcza Antoniego Sojewskiego, poświęcony został przez biskupa Lenczewskiego w r. 1793. Kościół ten erygowano pod wezwaniem św. Jana Chrzciciela.

### Gmina Kłoczew w XIX wieku
Gmina Kłoczew posiadała u schyłku XIX wieku 5500 ludności, 25440 mórg obszaru, obejmowała wsie: Bramka, Borucicha, Budziska, Carewdar, Czernie, Dworzec, Derlatka, Grabów, Gózd, Gęsia Wólka, Janopol, Jagodne, Kłoczew, Kawęczyn, Kokoszka, Kąty, Kurzełaty, Kosiny, Leonów, Magazyn, Ochodno, Przykwa, Pyrka, Padacz, Polny Młyn, Rybak, Sokoła, Sosnówka, Stryj, Serwatka, Szozepaniec, Wilhelmów, Wola Zadybska, Wygranka, Zwadziek, Zofinin, Zadybie, Zaryte. W gminie były 3 szkółki elementarne, gospodarstwo rybne w Jagodnem Szydłowskiego, 2 gorzelnie w Jagodnem i Zadybiu i kilka cegielni, kilka wiatraków i młynów wodnych na rzece Okszejce.

## Współczesność
Od 1 stycznia 2003 roku częścią wsi Kłoczew stała się dotychczasowa samodzielna wieś Własność.
11 listopada 2023 w centrum miejscowości na nowo zaaranżowanym skwerze odsłonięto pomnik „Gloria Victis” autorstwa rzeźbiarza Witolda Marcewicza.